# Laelia perbrunnea
Laelia perbrunnea är en fjärilsart som beskrevs av George Francis Hampson 1910. Laelia perbrunnea ingår i släktet Laelia och familjen tofsspinnare. Inga underarter finns listade i Catalogue of Life.